# Natri cyclopentadienide
Natri xiclopentađienua là hợp chất cơ natri với công thức cấu tạo C5H5Na. Hợp chất này thường được viết tắt là NaCp hay CpNa, trong đó Cp− là anion xiclopentađienua. Cp còn dùng để viết tắt cho phối tử xiclopentađienyl trong hóa phức chất.

## Điều chế
Natri xiclopentađienua có thể tìm thấy dưới dạng dung dịch trong THF. Nó được điều chế bằng cách xử lý xiclopentađien với natri:
2 Na + 2 C5H6 → 2 NaC5H5 + H2
Thông thường, phản ứng xảy ra khi đun nóng huyền phù của natri nóng chảy trong đixiclopentađien. Thời gian trước, natri được chuẩn bị trong dạng "dây natri" hay "cát natri", một sự phân tán nhỏ natri điều chế trong xylen chảy ngược và khuấy nhanh cũng thường gặp. Natri hydride là base thích hợp:
NaH + C5H6 → NaC5H5 + H2
Trong công đoạn đầu, tác nhân Grignard được dùng làm chất base. Với pKa là 15, xiclopentađien có thể bị tách proton bằng nhiều tác nhân.
Trạng thái của NaCp phụ thuộc mạnh mẽ vào môi trường và cho mục đích của kế hoạch tổng hợp, tác nhân này được đại diện bằng muối Na+C5H5−. Tinh thể tự do NaCp, rất hiếm gặp, là một phức kiểu sandwich "đa tầng", gồm một chuỗi vô hạn các trung tâm Na+ xen giữa μ-η5:phối tử η5-C5H5. Trong dung môi cho phối tử, NaCp vì sonvat hóa mạnh, đặc biệt ở kim loại kiềm như được đề nghị bởi sự cô lập của sản phẩm cộng Na(tmeda)Cp.

## Ứng dụng
Natri xiclopentađienua là tác nhân thường gặp cho việc điều chế các metaloxen. Ví dụ, điều chế ferroxen và zirconoxen điclorua:
2 NaC5H5 + FeCl2  →  Fe(C5H5)2 + 2 NaCl
ZrCl4(thf)2 + 2 NaCp → Cp2ZrCl2 + 2 NaCl + 2 THF

## Chsu thích
1. ↑  Bản mẫu:RedBookRef2005
2. ↑  Bản mẫu:Cotton&Wilkinson5th
3. ↑  Tarun K. Panda, Michael T. Gamer, Peter W. Roesky "Một phương pháp tổng hợp natri và kali xiclopentađienua cải tiến" Organometallics, 2003, 22, 877–878.doi:10.1021/om0207865
4. 1 2  Wilkinson, Geoffrey (1963). "Ferroxen". Organic Syntheses. {{Chú thích tạp chí}}: Chú thích có  tham số trống không rõ: |authors= (trợ giúp); Collective Volume, quyển 4, tr. 473
5. ↑  Partridge, John J.; Chadha, Naresh K.; Uskokovic, Milan R. (1990). "Một phản ứng hydro bo hóa bất đối xứng của các xiclopentađien thế vị trí số 5: tổng hợp metyl (1R,5R)-5-hydroxi-2-xiclopenten-1-axetat". Organic Syntheses. {{Chú thích tạp chí}}: Chú thích có  tham số trống không rõ: |authors= (trợ giúp)Quản lý CS1: nhiều tên: danh sách tác giả (liên kết); Collective Volume, quyển 7, tr. 339
6. ↑  Girolami, G. S.; Rauchfuss, T. B. and Angelici, R. J., Tổng hợp và kĩ thuật trong hóa vô cơ, University Science Books: Mill Valley, CA, 1999.ISBN 0935702482
7. ↑  Robert E. Dinnebier, Ulrich Behrens, and Falk Olbrich (1997). "Cấu trúc trạng thái rắn của xiclopentađienylliti, -natri, và -kali. Determination by High-Resolution Powder Diffraction". Organometallics. Quyển 16. tr. 3855–3858. doi:10.1021/om9700122.{{Chú thích tạp chí}}:  Quản lý CS1: nhiều tên: danh sách tác giả (liên kết)
8. ↑  Elschenbroich, C. "Organometallics" (2006) Wiley-VCH: Weinheim. ISBN 978-3-29390-6
9. ↑  Wilkinson, G.; Birmingham, J. G. (1954). "Hợp chất Bis-xiclopentađienyl Compounds của Ti, Zr, V, Nb và Ta". J. Am. Chem. Soc. Quyển 76 số 17. tr. 4281–84. doi:10.1021/ja01646a008.{{Chú thích tạp chí}}:  Quản lý CS1: nhiều tên: danh sách tác giả (liên kết)